# مار موش‌خوار کرگدنی
مار موش‌خوار کرگدنی (نام علمی: Rhynchophis boulengeri) شناخته‌شده با نام‌های مار کرگدنی، تک‌شاخ سبز یا مار درازبینی یک گونه از تیره قمچه‌ماران است.